# Tlačítko

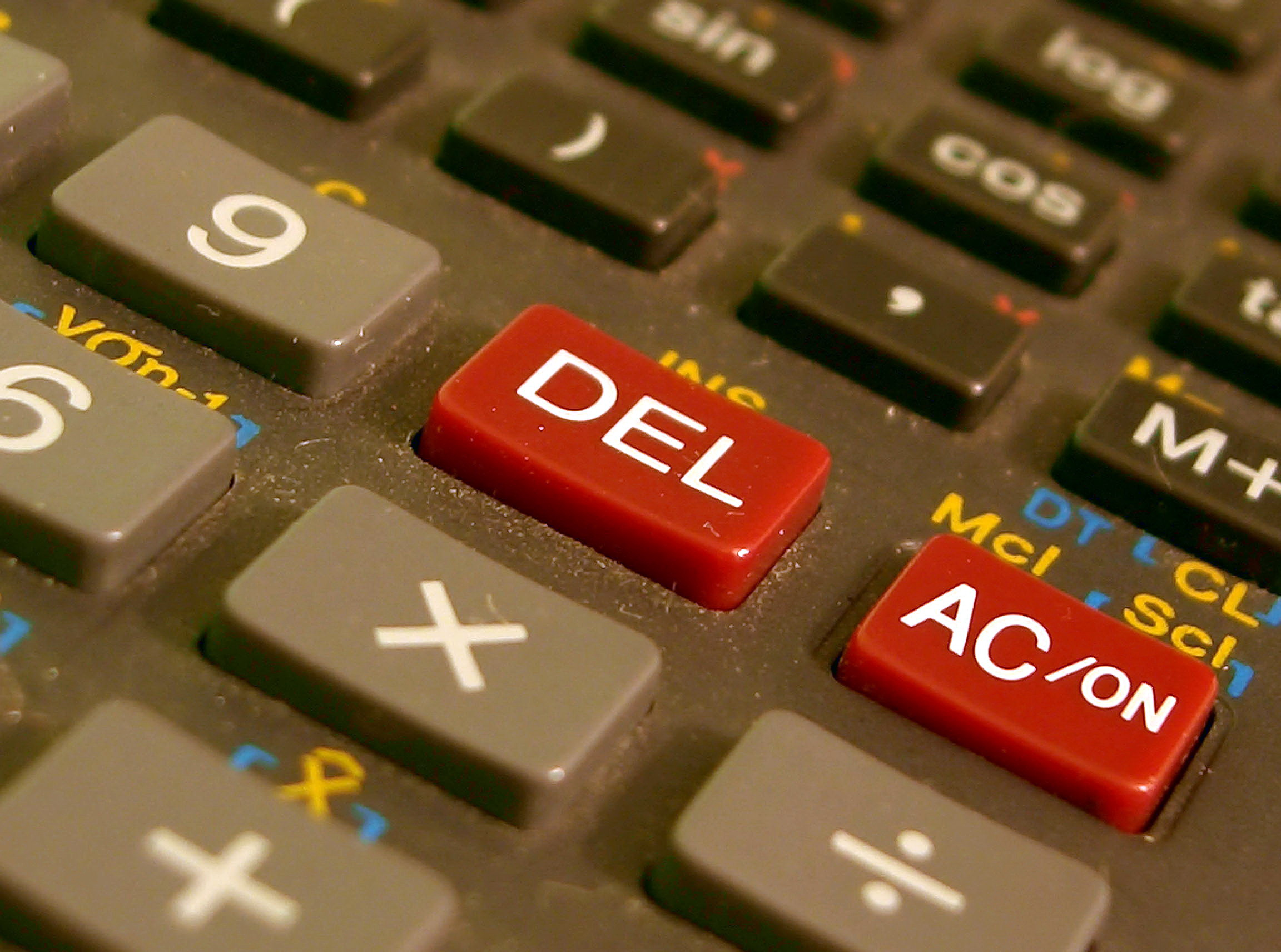
Tlačítka na kalkulačce

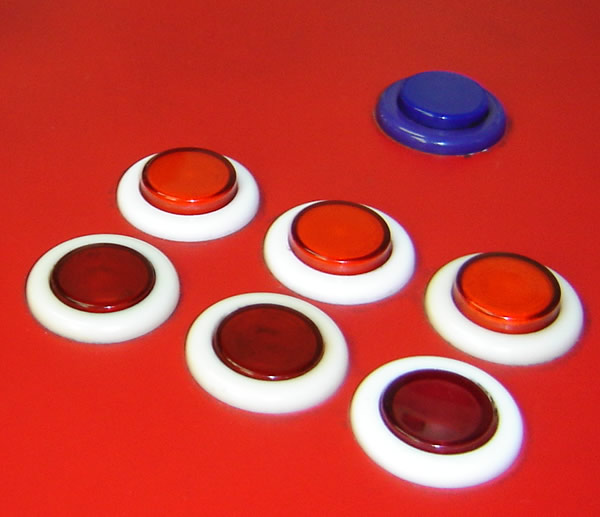
Obvyklá tlačítka

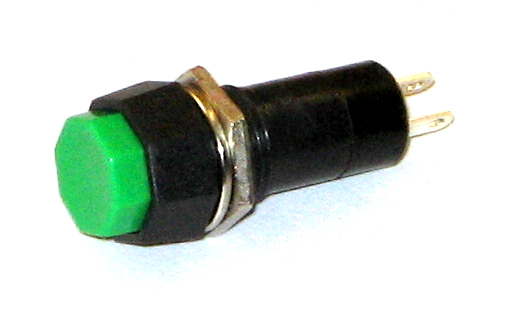
Demontované tlačítko

Tlačítko je jednoduchý spínač, který slouží k ručnímu ovládání elektrického zařízení. Hmatník tlačítka je obvykle vyroben z tvrdého materiálu[zdroj?] (plastu nebo kovu) a tvar je přizpůsoben tak, aby bylo možné tlačítko obsluhovat tlakem prstu nebo ruky. Stisknout tlačítko znamená zatlačit na ovládací prvek prstem nebo rukou. Hlavní odlišnost tlačítka od ostatních spínačů (vypínač, přepínač) je v tom, že nemá aretaci. Po oddálení prstu nebo ruky se vrací do původní polohy. Tlačítka používaná pro ovládání strojů jsou běžně prosvětlená. Prosvětlení signalizuje, že elektrický obvod je pod proudem. Tlačítka používaná v domovní elektroinstalaci pro ovládání osvětlení chodeb a schodišť mají kontrolku, která má usnadnit nalezení tlačítka v tmavém prostoru. Kontakty v tlačítku mohou být spínací (zvonkové tlačítko), rozpínací (bezpečnostní tlačítko u výrobních strojů) nebo jejich kombinace.